# Петниста лапина
Петнистата лапина (Symphodus roissali) е вид лъчеперка от семейство Labridae.
Обитава плитки води, в близост до камъни и скали и сред подводна морска растителност. На дължина достига 21 cm, а на тегло – 120 g.

## Разпространение
Видът е разпространен в Албания, Алжир, България, Гибралтар, Грузия, Гърция, Египет, Израел, Испания, Италия, Кипър, Либия, Ливан, Малта, Мароко, Монако, Португалия, Румъния, Русия, Сирия, Словения, Тунис, Турция, Украйна, Франция, Хърватия и Черна гора.